# Oral Roberts

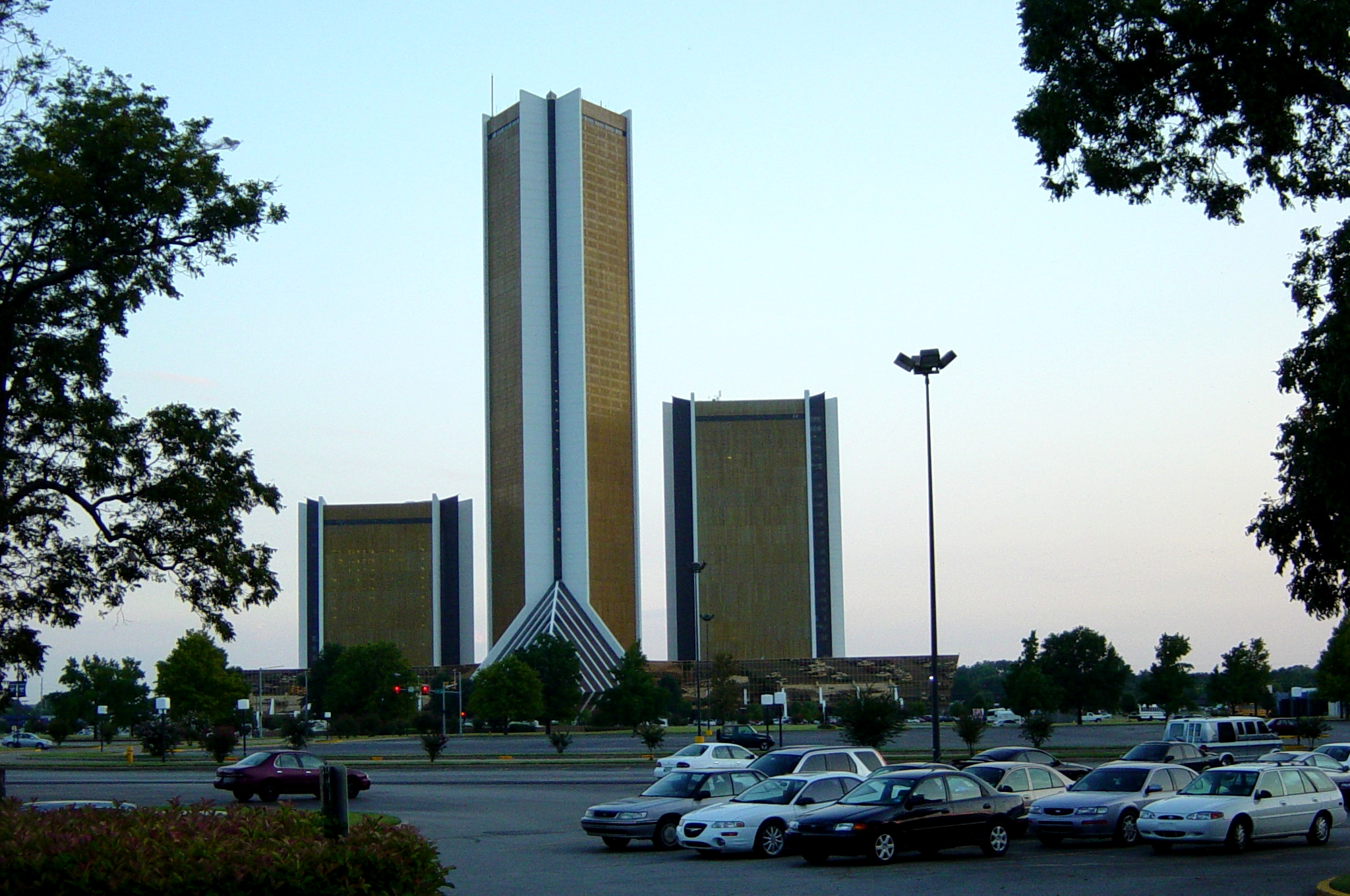
f.d. City of Faith

Granville Oral Roberts, född 24 januari 1918 i Ada, Oklahoma, död 15 december 2009 i Newport Beach, Kalifornien, var en amerikansk tv-predikant och en ledande person inom den karismatiska rörelsen i USA och verkade inom pingströrelsen samt metodismen. Han och William M Branham betraktas som pionjärerna och huvudpersonerna i efterkrigstidens helandeväckelse, med Voice of Healing som språkrör, och påverkade Jack Coe, Asa A Allen och andra.
Roberts växte upp innan och under den stora depressionen på 1920- och -30-talet, i en fattig familj och började resa runt som evangelist. Under senare delen av 1930-talet var han pastor en tid i Sand Springs, Oklahoma, med T.L. Osborn som medhjälpare, vilken senare fick en egen omtalad tjänst. 1942 fick han en fast tjänst som pastor och helanden började ske ibland på hans möten.
1947 slutade Roberts som pastor inom Pentecostal Holiness Church efter mycket uppmärksammade helanden och han grundade Oral Roberts Evangelical Association och sände radioprogram. Han reste runt med och höll tältmöten,  hans tält från 1948 rymde 12 000 sittplatser. Han tillät både svarta och vita delta i samma möten vilket skapade stort motstånd på sina håll, inklusive dödshot. 1954 började Roberts spela in gudstjänster och sända ut dem i TV, vilket ledde till stor respons, med många tusentals människor som tog kontakt för frälsning och helande. 1957 var det över 1000 brev/dag. Mellan 1947 och 1968 genomförde Roberts över 300 tältkampanjer ("crusades").
1963 grundade han Oral Roberts University (ORU) i Tulsa, Oklahoma. Universitetet leddes från 1993 av sonen Richard Roberts, innan denne tvingades avgå 2007 efter att ha använt universitetets pengar för personliga ändamål.
Under 1970- och 1980-talen drabbades Oral Roberts av svåra motgångar i familjen, en dotter med make förolyckades i en flygolycka, en son suiciderade i psykiska problem efter tjänstgöring i Vietnamkriget, en son gick genom skilsmässa och förlorade ett nyfött barn med nya frun. I allt fortsatte han, stadig i sin tro på vad Gud skulle uträtta.
1981 öppnade Roberts City of Faith Medical and Research Center i Oklahoma, ett av världens då största sjukhus i sitt slag. Här kombinerade man medicinsk behandling med förbön. Centret grundades efter att Roberts påstod att Jesus, 900 fot hög, kommit till honom i en vision. 
Det stängde 1989 efter långvariga ekonomiska svårigheter, men bland annat Oklahoma Surgical Hospital arbetar i lokalerna numera (2013). Andra TV-evangelisters offentliga skandaler påverkade förtroendet och allmänhetens donationsvilja indirekt, och mängden inskrivna patienter var otillräcklig för det stora sjukhuskomplexets ekonomi.
Roberts tillämpade kontroversiella metoder för att samla in pengar. I januari 1987 sade han till sin TV-publik att han fått en uppenbarelse att om han inte samlade in $8 miljoner innan mars skulle Gud "kalla hem honom". Han påstod sig också ha återupplivat döda. Roberts sade sig ha lanserat uttrycket "seed faith", att "om man skänker en slant till Guds rike, ska man få 30, 60 eller 100-falt igen" (Matt 13 kombinerat med Matt 19:29), vilket har kritiserats för att generera inkomster till predikanter genom att ge tvivelaktiga förhoppningar till fattiga människor. Han räknas dock inte till de typiska predikanterna av framgångsteologi.[källa behövs]
1993 drog sig Oral Roberts tillbaka från rampljuset för att vila som pensionär tillsammans med hustrun i Kalifornien.
Till skillnad från andra kända predikanter blev Oral Roberts inte utsatt för senator Chuck Grassleys ekonomirevision under misstanke om oegentligheter. Det har dock kommit fram vittnesmål om lyxliv och tvivelaktigt användande av universitetets medel bland annat till Roberts privata konsumtion, såsom ett hus i Beverly Hills för 3 miljoner USD, samt "kontor" i Kalifornien, men de facto fungerande som semesterställe. Roberts har understundom kritiserats för en extravagant framtoning, men någon direkt moralisk skandal har inte förekommit.
Senaten i Oklahoma gav Oral Roberts en hedersbetygelse våren 2009.

Delstatens radioförbund, Oklahoma Association of Broadcasters, valde in Roberts i sitt Hall of Fame under hans sista tid i livet.
Oral Roberts avled i lunginflammation den 15 december 2009.